# Lampe Gras
Pour les articles homonymes, voir Gras.
La lampe GRAS est un modèle de lampe créée en 1921 et destinée à être utilisée dans l'industrie et dans les bureaux d'études. Son ergonomie et la simplicité de sa mécanique -ni vis, ni soudure- qui lui confère une grande robustesse séduisent des architectes et des artistes.

## Histoire
En 1921, Bernard-Albin Gras crée à Paris une gamme de lampes  pour l’industrie et les bureaux d’études.
Mais il est aussi un des premiers designers de luminaires du XXe siècle : non content d’innover sur tous les plans, il ajoute à ses créations une esthétique fonctionnelle originale notamment dans le dessin des fontes et des bielles.
La lampe Gras va rapidement intéresser de nombreux architectes et décorateurs français dont Le Corbusier qui sera un des premiers diffuseurs de ces luminaires d'abord dans son cabinet d'architecte puis dans la plupart de ses chantiers. Ce n'était pourtant pas le destin qu'on lui prévoyait : médaillée d'or au concours Lépine, la lampe Gras était destinée aux mondes des bureaux, des ateliers et des laboratoires.  

Le Corbusier recherchait des objets :
« de parfaite convenance, parfaitement utiles, et dont un luxe véritable qui flatte notre esprit se dégage de l'élégance de leur conception, de la pureté de leur exécution et de l'efficacité de leurs services. Ils sont si bien mis au point qu'on les sent harmonieux et cette harmonie suffit à nous combler. »
— Le Corbusier, L'Art décoratif d'aujourd'hui, 1925
Le Corbusier voyait en ces lampes un objet-outil réduit à sa pure fonctionnalité : un objet type.
À sa suite, Robert Mallet-Stevens, Eileen Gray, Michel Roux-Spitz, Sonia Delaunay, Georges Braque, Matisse et bien d'autres contribueront à faire entrer la lampe Gras dans la légende. 
Le brevet sera racheté par la société Ravel en 1927, puis la société DCW a pu racheter le brevet à la société Ravel et réédite depuis 2008 de nombreux modèles.

## Biographie de Bernard-Albin Gras
Né le 5 décembre 1886 à Saint Raphaël d'un père dessinateur et d'une mère au foyer, c'est un ingénieur qui a déposé de nombreux brevets qui n'ont pas connu le même succès que la lampe GRAS. Cette gamme de lampes brise les codes des modèles incontournables de l'époque (système à potence, bras unique...). Bernard-Albin Gras est décédé le 26 février 1943 à Montréal.

## Voir Aussi